# Улица Якуба Коласа (Минск)
Улица Якуба Коласа — улица в Минске, названная в честь белорусского советского писателя и поэта Якуба Коласа.

## Расположение
Начинается от пл. Якуба Коласа (после ул. Красная) и заканчивается пересечением ул. Волгоградская (продолжаясь Логойским трактом). До пересечения с улицей Сурганова относится к Советскому району, а далее по всей протяжённости улицы проходит граница между Советским (по левой стороне) и Первомайским (по правой стороне) районами.
Ширина 30 м.

## История
Ранее улица входила в Логойский тракт. В 1956 году, часть Логойского тракта, от пл. Якуба Коласа и до ул. Волгоградской (на месте которой тогда было кукурузное поле), была переименована в честь белорусского поэта Якуба Коласа.
В 2007 г. после реконструкции и благоустройства открыт сквер (начинается от переулка Я.Коласа и заканчивается возле ул. Сурганова), построен молодёжно-развлекательный центр «Айсберг».
B 2008 г. от перекрёстка с ул. Дорошевича, до перекрёстка с ул. Белинского КУП «Минсктранс» произвело ремонт трамвайного полотна протяжённостью 1,2 километра по новой технологии. Убрано старое трамвайное полотно, вырыт котлован для нового, в котором устроена «подушка» из щебня и цементного раствора, на которую укладывается специальная арматура. После установки опалубки залита плита из высокомарочного бетона. При этой технологии деревянные шпалы не используются. В бетоне проделаны углубления для укладки рельсов, которые закрепят специальным составом. Главная особенность этого способа заключается в способности поглощать шум и вибрацию. Трамвайное полотно, уложенное по такой технологии, долговечно: оно может эксплуатироваться без ремонта до 30 лет, а сам материал обладает высокими изоляционными свойствами, устойчив к воздействию агрессивной среды.

### Самое старое здание
Самое старое сохранившееся здание — дом № 10, построенный в 1938—1939 гг.. Этот дом — одно из немногих уцелевших кирпичных зданий Минска, возведённых до Великой Отечественной войны. После войны дом сохранился с небольшими повреждениями: в крышу попал снаряд. В 1946 г. дом был восстановлен, кровлю отремонтировали немецкие военнопленные. Во время проведения земляных работ возле дома обнажился фундамент, и на одном из кирпичей можно было прочитать слово «Менск».
Дом стоит на пересечении улиц Я. Коласа и Дорошевича. Ранее здесь Логойский тракт соединялся с улицей Вторая 6-я линия. В доме ранее были изразцовые печи, которые после войны не делали. Дом двухэтажный, с высокими потолками, большими окнами, дощатыми полами. Раньше дом принадлежал Народному художнику СССР, Герою Беларуси Михаилу Савицкому.

### Что располагалось ранее
Ранее улица (ещё будучи Логойским трактом) начиналась от обширного болота, называемое «Комаровское болото», на месте которого позже появилась площадь Якуба Коласа, а в конце улицы были обширные кукурузные поля, засеянные при Хрущёве. В 1930-х гг. началось формирование Комаровской площади (сегодня площадь Якуба Коласа). Была проведена реконструкция так называемого места «Комаровские вилы» (слияние бывших Логойского и Борисовского трактов) и было начато возведение Института физкультуры, открытого в 1939 году.
Во время Великой Отечественной войны

в районе комплекса зданий войсковых частей 03940, 07147 и 45017, что находится вдоль улицы Якуба Коласа между улицами Калинина и Белинского (ул. Белинского, д.11), располагался один из фашистских концентрационных лагерей на территории Минска, называемый «Красные Казармы». Он был вторым, построенным в Минске (первый располагался возле деревни Дрозды, где ныне — территория птицефабрики). Захоронения уничтоженных там людей велись как в самом концлагере, так и на прилегающих к нему территориях.
А на месте сегодняшней гимназии № 8, во время войны, располагался в подвале военный госпиталь.
В здании по ул. Я. Коласа, 2 (здание 1939 г., оно же по пр. Независимости, 49) располагался институт физкультуры.
Ещё в 1950-х на улице было достаточно много деревянных домов. Последний деревянный дом был снесён в середине 1980-х гг. Это был двухэтажный квартирный дом во дворе дома № 30. При строительстве детской площадки во дворе этого дома можно было увидеть ещё остатки фундамента снесённого дома.
На месте молодёжно-развлекательнго центра «Айсберг» (д.37), ранее находилось кафе и уличный пивбар «Криница».
В здании дома № 45 корп.1 ранее размещались кассы Аэрофлота.

## Транспорт
По всей улице проходят минские трамвайные маршруты № 1, 5, 6, 11. Также имеется станция метро «Площадь Якуба Коласа», открытая в 1984 году.

## Здания
Основная застройка — сталинки и хрущёвки.

### Левая (нечётная) сторона
| Адрес               | Объекты |
| ------------------- | --- |
| ул. Я. Коласа, 1    | Здание постр. в 1959 г. В нём расположены СП «IBA»; ТЦ «Импульс»; лечебно-диагностический центр «Око» |
| ул. Я. Коласа, 3    | «Effective Soft»; магазин CD, DVD, медиа продукции «Проспект»; филиал «Белпромстройбанка» |
| ул. Я. Коласа, 5    | Научно-исследовательское республиканское предприятие «НИИ ЭВМ» |
| ул. Я. Коласа, 7    | |
| ул. Я. Коласа, 7 А  | Кафе «День&Ночь» (самое новое здание на улице) |
| ул. Я. Коласа, 9    | Магазин 1-й минской птицефабрики «Счастливый десяток» |
| ул. Я. Коласа, 11   | |
| ул. Я. Коласа, 13   | |
| ул. Я. Коласа, 15   | |
| ул. Я. Коласа, 15/А | Военный комиссариат Советского района г. Минска |
| ул. Я. Коласа, 17   | |
| ул. Я. Коласа, 19   | Инспекция Министерства по налогам и сборам по Советскому району г. Минска |
| ул. Я. Коласа, 21   | Магазин компьютерной техники «Copy Max»; телекомпания ЗАО «8 канал» (отд. маркетинга) |
| ул. Я. Коласа, 23/1 | ОАО «ТрестБелсантехмонтаж» № 1 |
| ул. Я. Коласа, 23/2 | |
| ул. Я. Коласа, 25/1 | Магазин ОАО «Беловежский»; парикмахерская «5 звёзд» |
| ул. Я. Коласа, 25/2 | |
| ул. Я. Коласа, 25/3 | Детский сад № 156 |
| ул. Я. Коласа, 27/1 | Обувной магазин № 8 ОАО «ЛУЧ» |
| ул. Я. Коласа, 27/2 | Первоначальная часть здания построена в 1939 году, были ремонты и достраивания в 1954 и 1976 г. |
| ул. Я. Коласа, 29   | МВД РБ кадровый аппарат управления внутренних дел администрации Советского района г. Минска |
| ул. Я. Коласа, 29/А | |
| ул. Я. Коласа, 31   | Белпочта, отделение почтовой связи Минск-13; гастроном «Провиантъ»; аптека 32 РУП «Белфармация»; магазин одежды «БайМакс»                                                                                    |
| ул. Я. Коласа, 33   | Магазин «Оптика и медтехника» |
| ул. Я. Коласа, 35   | Гостиница «Спорт» |
| ул. Я. Коласа, 37   | Молодёжно-развлекательный центр «Айсберг»: развлекательный центр боулинга «НЛО», караоке клуб «Шаляпин», «ПиццаТемпо», агентство недвижимости «Загородный дом»; народная кухня «Васильки» (откр. 02.07.2010) |
| ул. Я. Коласа, 39   | Салон-магазин «Музыка»; магазин спортивных товаров «Спортмастер» |
| ул. Я. Коласа, 39 А | Бывшее здание детского сада. «Белорусский республиканский фонд взаимопонимание и примирение» |
| ул. Я. Коласа, 41   | Гимназия № 8 |
| ул. Я. Коласа, 43/1 | Дежурная аптека № 5 «Белфарм» |
| ул. Я. Коласа, 43/2 | |
| ул. Я. Коласа, 45/1 | Государственная нотариальная контора № 2 Советского района г. Минска |
| ул. Я. Коласа, 45/2 | |
| ул. Я. Коласа, 45/3 | |
| ул. Я. Коласа, 47/1 | Отделение 514/187 «Беларусбанк» |
| ул. Я. Коласа, 47 А | Центр внешкольной работы «Светоч» |
| ул. Я. Коласа, 49   | |
| ул. Я. Коласа, 51/1 | Аптека № 1 СП ООО «Самбест» |
| ул. Я. Коласа, 51/А | |
| ул. Я. Коласа, 53/1 | Общественный пункт охраны правопорядка № 99 микрорайона № 65 Советского района г. Минска |
| ул. Я. Коласа, 53/А | |
| ул. Я. Коласа, 53/3 | |
| ул. Я. Коласа, 55/1 | Советский РОС ДОСААФ автошкола |
| ул. Я. Коласа, 55/А | |
| ул. Я. Коласа, 57   | |
| ул. Я. Коласа, 57/А | |
| ул. Я. Коласа, 57/3 | |
| ул. Я. Коласа, 59/1 | Парикмахерская «Гламур» |
| ул. Я. Коласа, 59/2 | |
| ул. Я. Коласа, 61   | Тренажёрный зал «Рефлекс» |
| ул. Я. Коласа, 61/2 | |
| ул. Я. Коласа, 63   | Сток-маркет; центр банковских услуг банка «Москва-Минск»; сервисный пункт «Белтелеком» |
| ул. Я. Коласа, 65   | Минское отделение белорусской торгово-промышленной палаты; магазин № 7 «Белсоюзпечать» |
| ул. Я. Коласа, 65/А | Продуктовый магазин «Зелёный клён» |
| ул. Я. Коласа, 65/2 | |
| ул. Я. Коласа, 67   | Хозяйственный магазин «Логойский тракт» |
| ул. Я. Коласа, 67/А | Детский сад № 371 |
| ул. Я. Коласа, 69   | |
| ул. Я. Коласа, 73   | Минский научно-исследовательский приборостроительный институт |

### Правая (чётная) сторона
| Адрес               | Объекты |
| ------------------- | --- |
| ул. Я. Коласа, 2    | Здание 1939 г. Бывший институт физкультуры. Спортивно-оздоровительный комплекс «Олимпийский»; музей физической культуры и спорта             |
| ул. Я. Коласа, 4    | Бывший магазин детской одежды. Центр банковских услуг № 1 ОАО «Технобанк»; магазин одежды «NELVA»; салон мебели «Аридела»                    |
| ул. Я. Коласа, 6    | |
| ул. Я. Коласа, 8    | ЖЭС № 25 |
| ул. Я. Коласа, 10   | Самое старое здание улицы (1938—1939 гг.). Главное статистическое управление г. Минска                                                       |
| ул. Я. Коласа, 12   | Учебный корпус № 8; автотракторный факультет (АТФ) Белорусского национального технического университета                                      |
| ул. Я. Коласа, 14   | Учебный корпус № 9 БНТУ; факультет технологий управления и гуманитаризации (ФТУГ) БНТУ; факультет природных ресурсов и экологии (ФПРЭ) БНТУ; |
| ул. Я. Коласа, 16   | Научная библиотека БНТУ |
| ул. Я. Коласа, 18   | Столовая БНТУ |
| ул. Я. Коласа, 20   | Учебный корпус № 17 БНТУ |
| ул. Я. Коласа, 22   | |
| ул. Я. Коласа, 24   | Механико-технологический факультет (МТФ) БНТУ, учебный корпус № 7; научно-технологический парк БНТУ «Политехник»                             |
| ул. Я. Коласа, 24/Б | |
| ул. Я. Коласа, 26   | Интернат № 6 БНТУ; Оптика сладких цен «ХАЛВА»                                                                                                |
| ул. Я. Коласа, 28   | Интернат № 1 Белгосуниверситета информатики и радиоэлектроники                                                                               |
| ул. Я. Коласа, 30   | Магазин «Спорттовары» (ранее был филиалом ЦУМа)                                                                                              |
| ул. Я. Коласа, 32   | Гастроном № 5 ОАО «Зарина» |
| ул. Я. Коласа, 32/А | Бывшее зданиние дет. сада. Строительное упр-е № 5. Строительное упр-е № 16. Редакция газет «Гастроном», «Мужской клуб»                       |
| ул. Я. Коласа, 34   | Агентство недвижимости «Центростиль»; обувной базар «Нарасхват»; туристическое агентство «Интурвест»                                         |
| ул. Я. Коласа, 34/Б | Самое новое жилое здание на улице. Туристическое агентство «Пентатур»                                                                        |
| ул. Я. Коласа, 36   | Магазин «Подарки» |
| ул. Я. Коласа, 38   | Ресторан «Кабачок 12»; ОАО «Стройтрест № 35»                                                                                                 |
| ул. Я. Коласа, 40   | Интернат № 2 Стройтреста № 4; туристическое агентство «ТопТур»                                                                               |
| ул. Я. Коласа, 42   | Интернат № 1 Стройтреста № 4; отделение 2 госмедпредприятия "Медицинская инициатива; бар «7 тонн»                                            |
| ул. Я. Коласа, 44   | |
| ул. Я. Коласа, 46   | |
| ул. Я. Коласа, 48   | Гастроном № 17 ОАО «Зарина» |
| ул. Я. Коласа, 50   | Магазин «Книги» ТП ЧУП «Жизнь»; продуктовый магазин «Овощи-фрукты» ЗАО «Репка»; магазин мебели «Пинскдрев»; салон посуды «Sotheby’s»         |
| ул. Я. Коласа, 50/2 | |
| ул. Я. Коласа, 50/3 | |
| ул. Я. Коласа,52    | Сервисный центр «LG»; магазин «Мир обоев»; мебельный салон «Bagamo»; салон керамической плитки и сантехники «Андеграунд»; кафе «Sun Italy»   |

## Фотографии

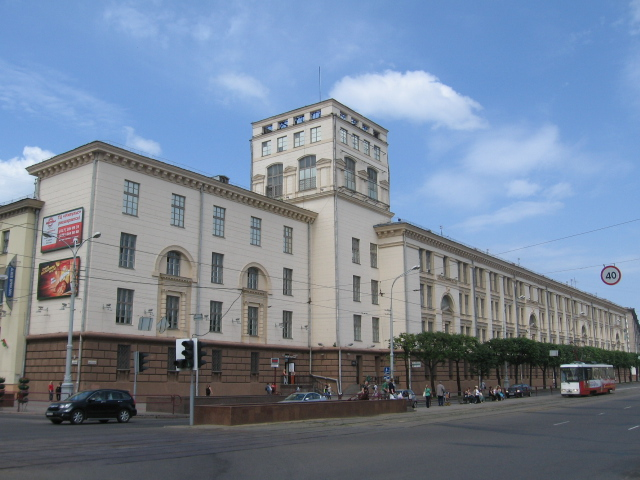
Дом №1. Год постройки 1959.
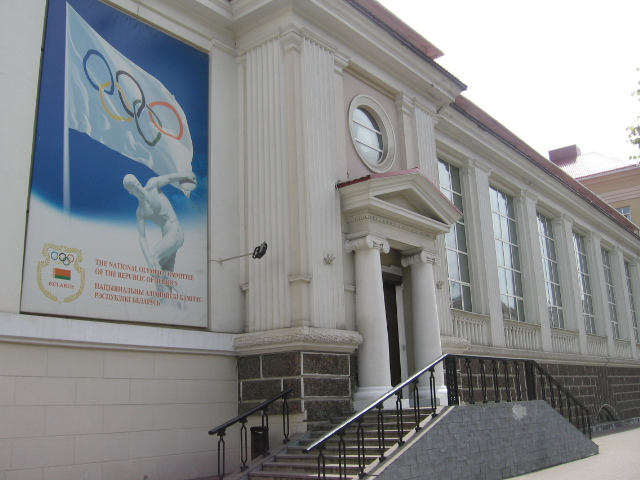
№2. Здание комплекса «Олимпийский» со стороны ул.Я.Коласа
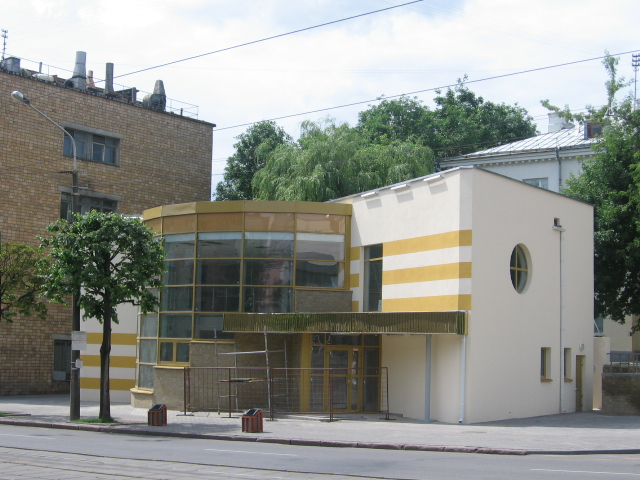
№7, корп.2. Кафе «День&ночь»
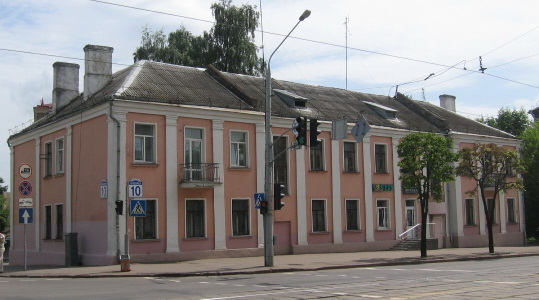
№10. Самое старое здание на улице (1938-1939гг.).
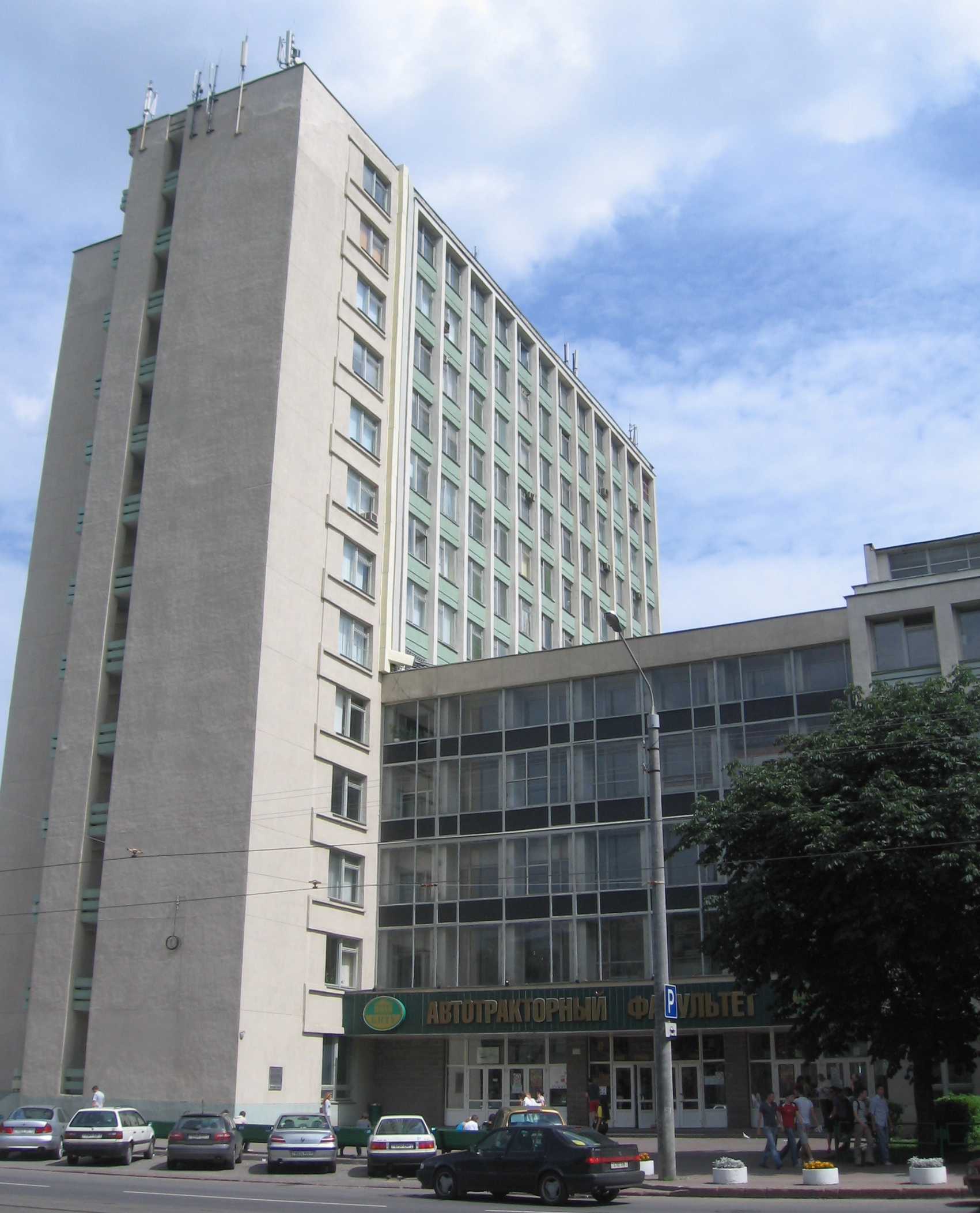
№12. Автотракторный факультет БНТУ
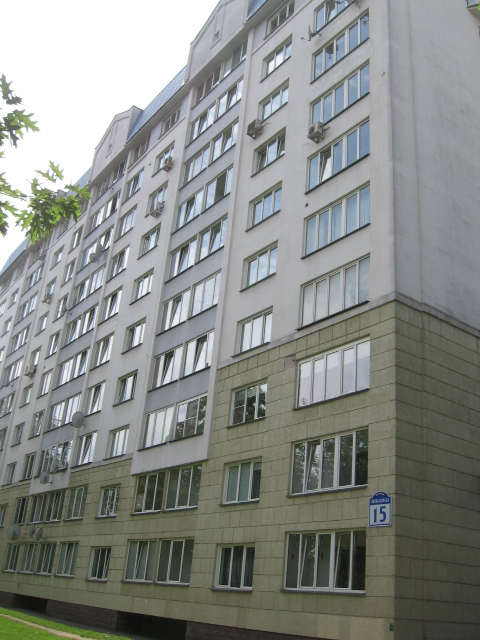
№15
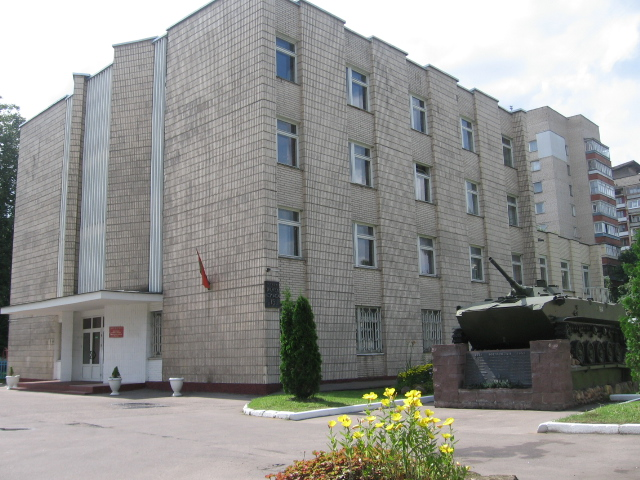
№15 А. Военный комиссариат Советского района  г. Минска
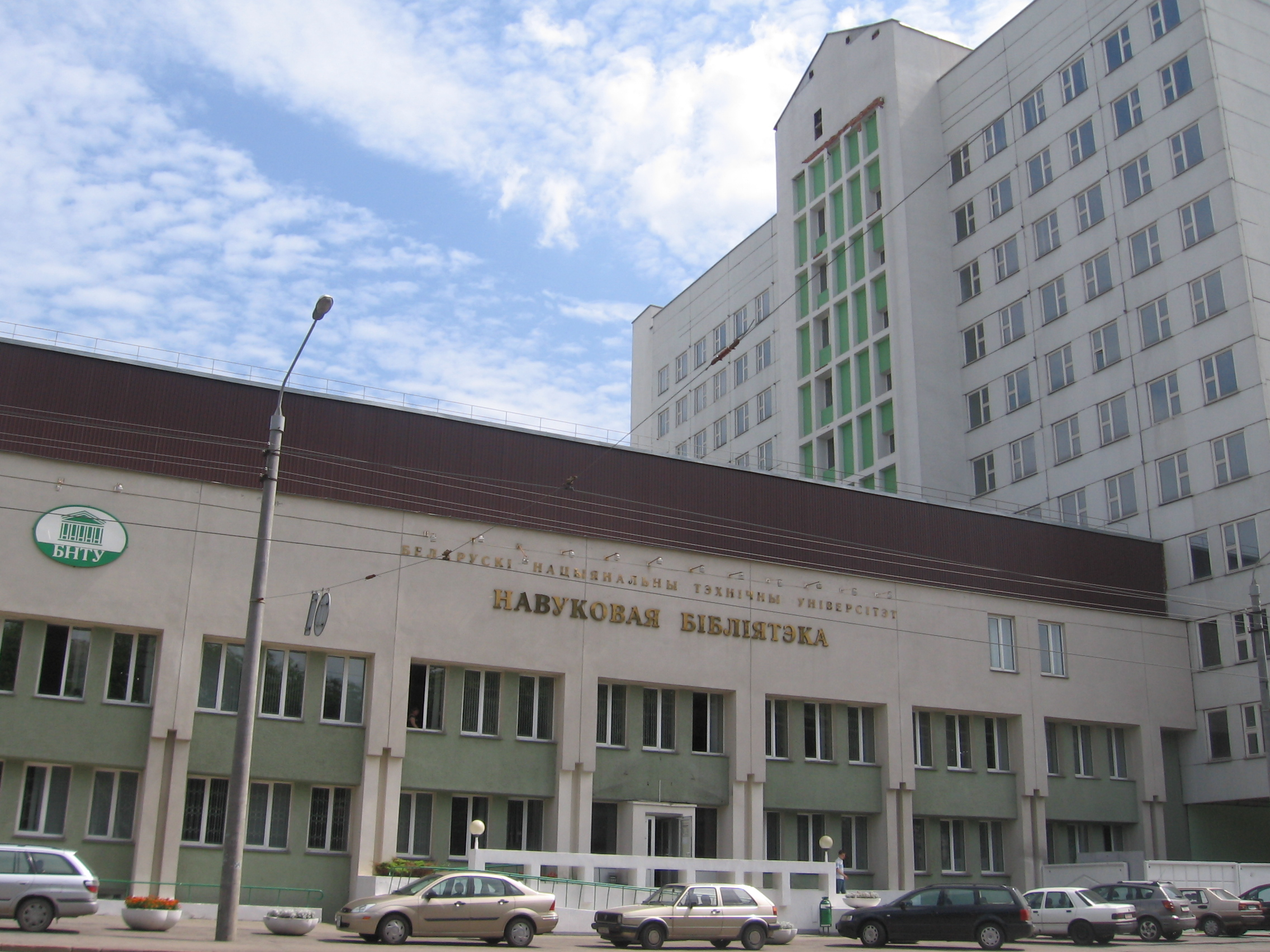
№16. Научная библиотека БНТУ
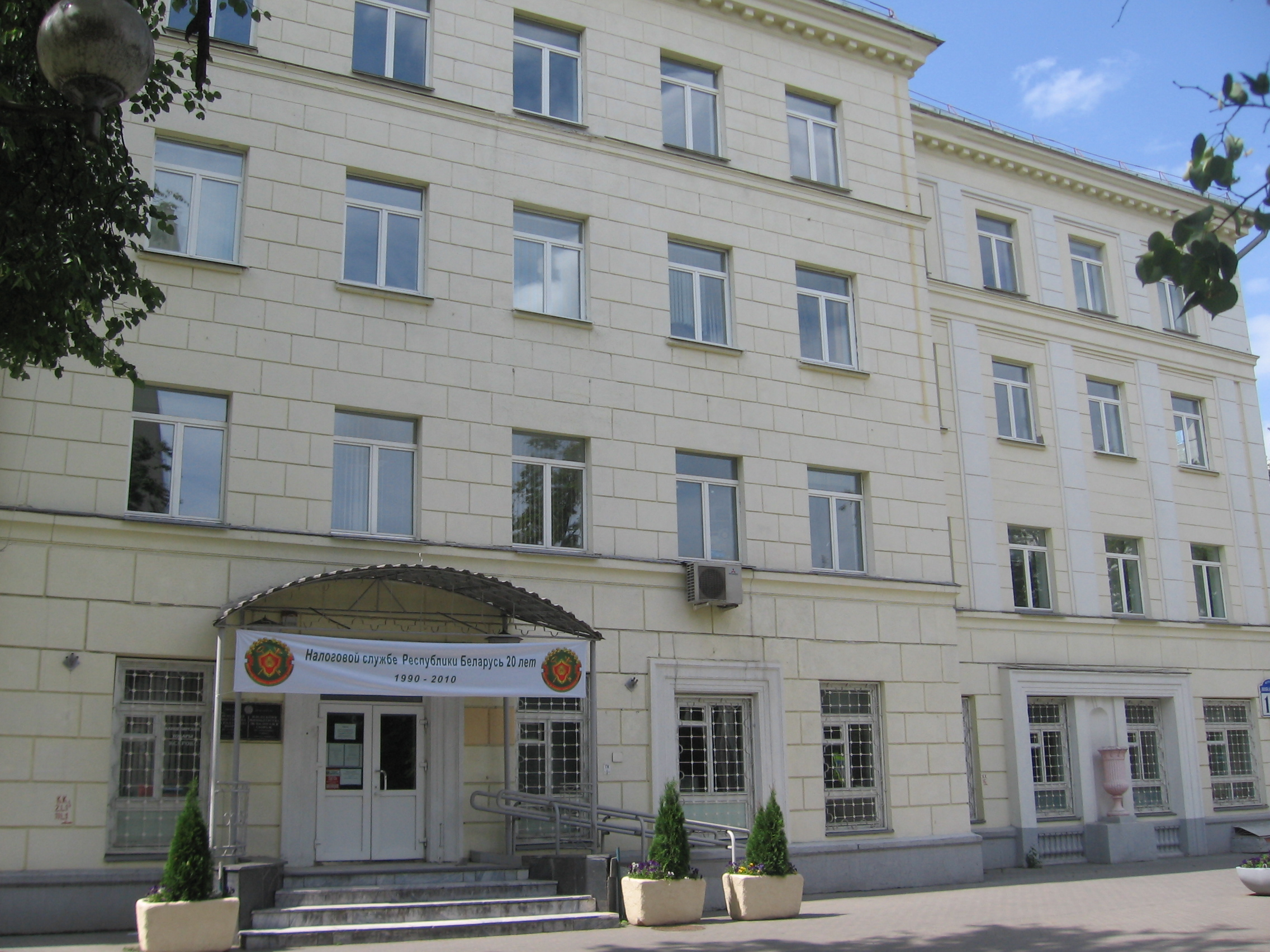
№19. Инспекция Министерства по налогам и сборам по Советскому району  г. Минска
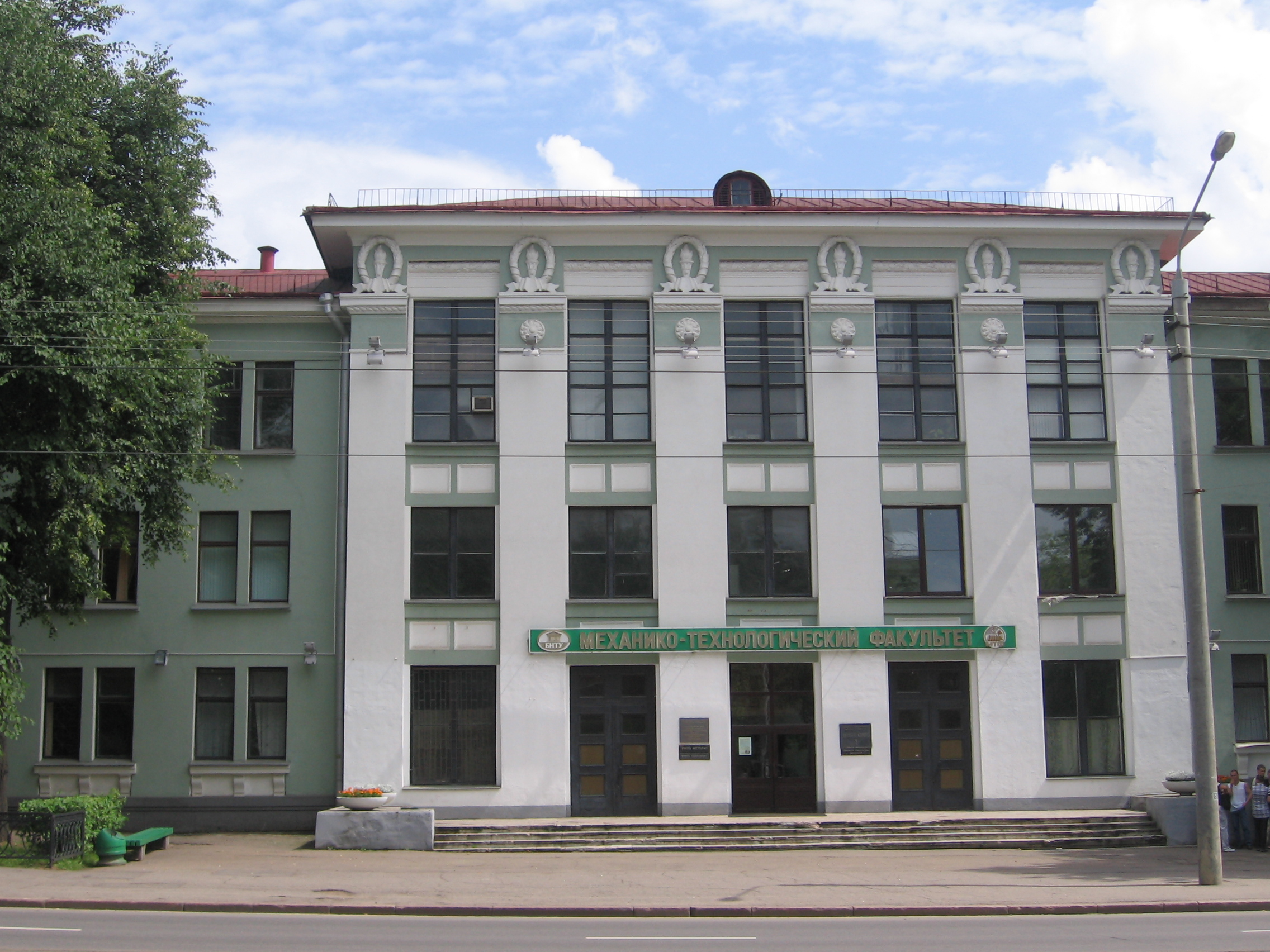
№24. Механико-технологический факультет (МТФ) БНТУ
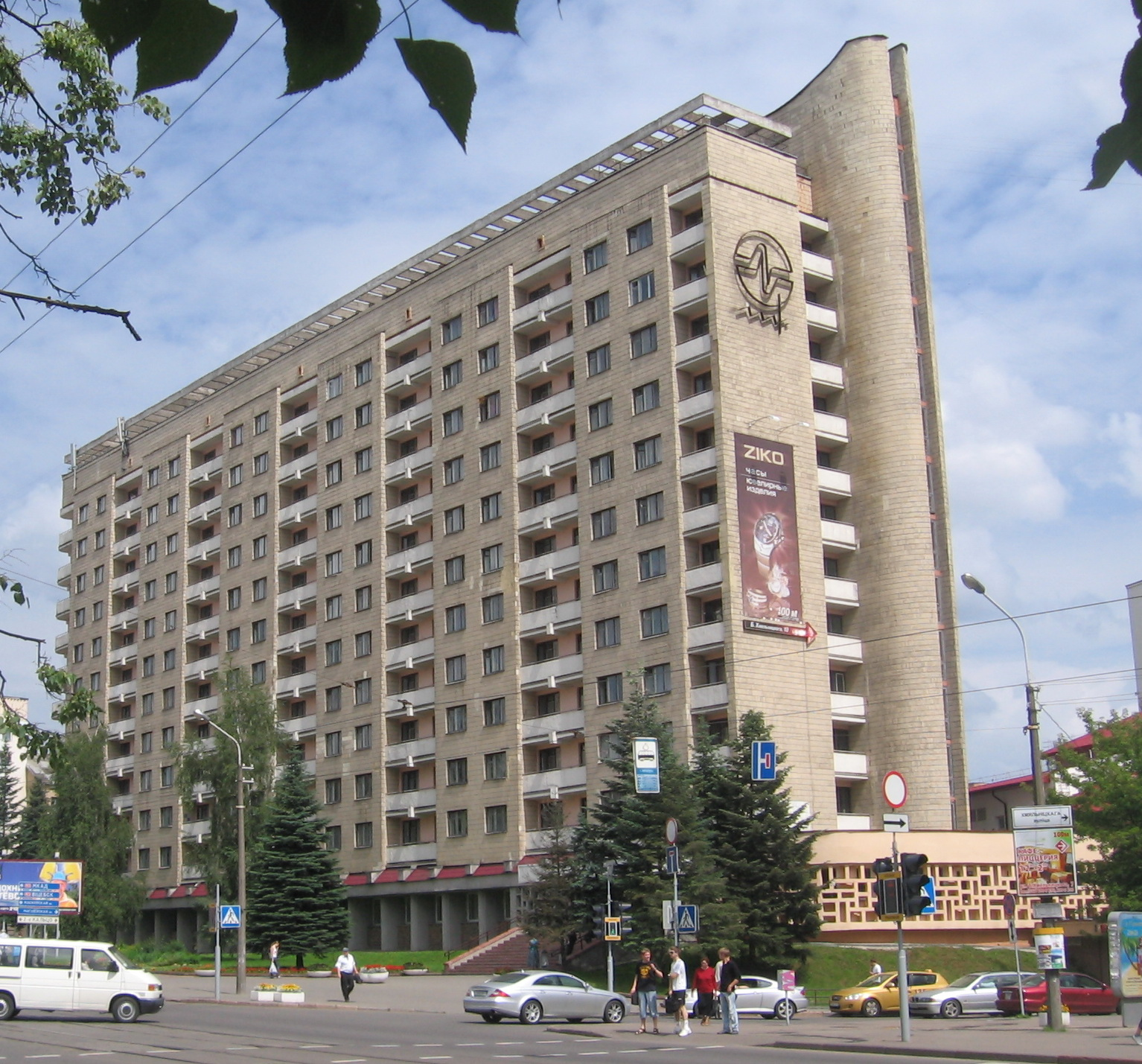
№28. Общежитие №1 БГУИР
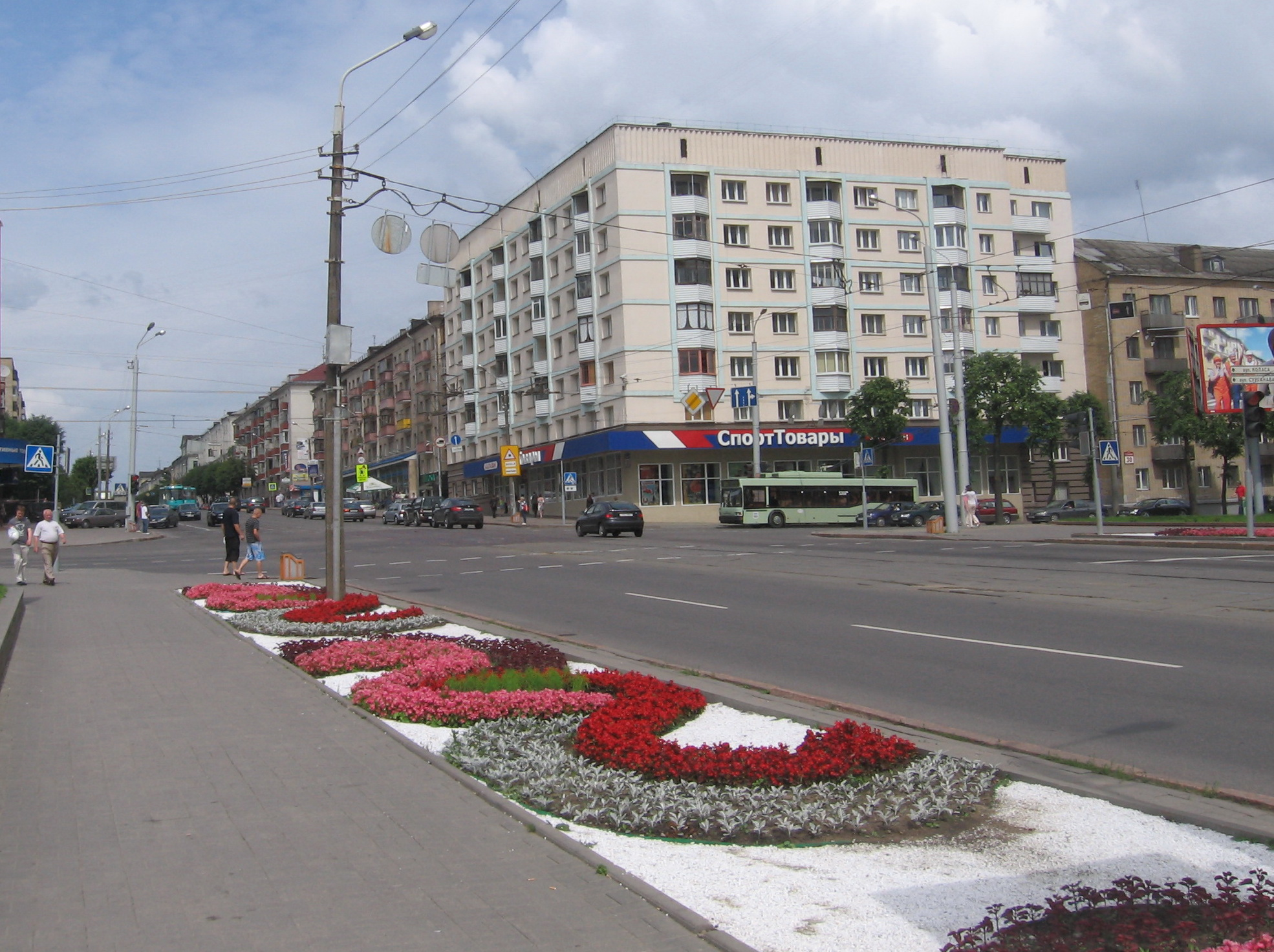
№30. Магазин «Спорттовары»
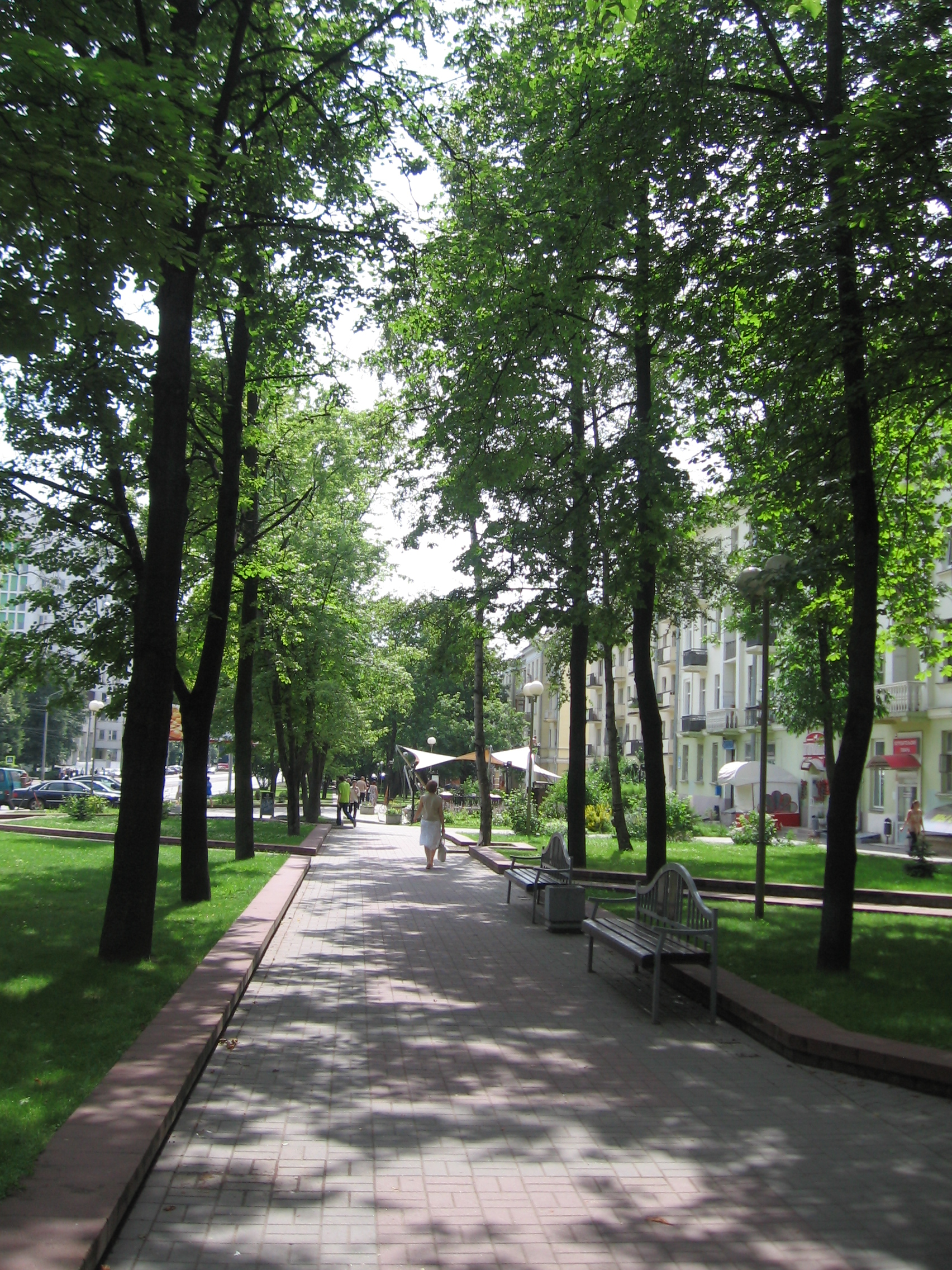
Сквер по ул. Я. Коласа
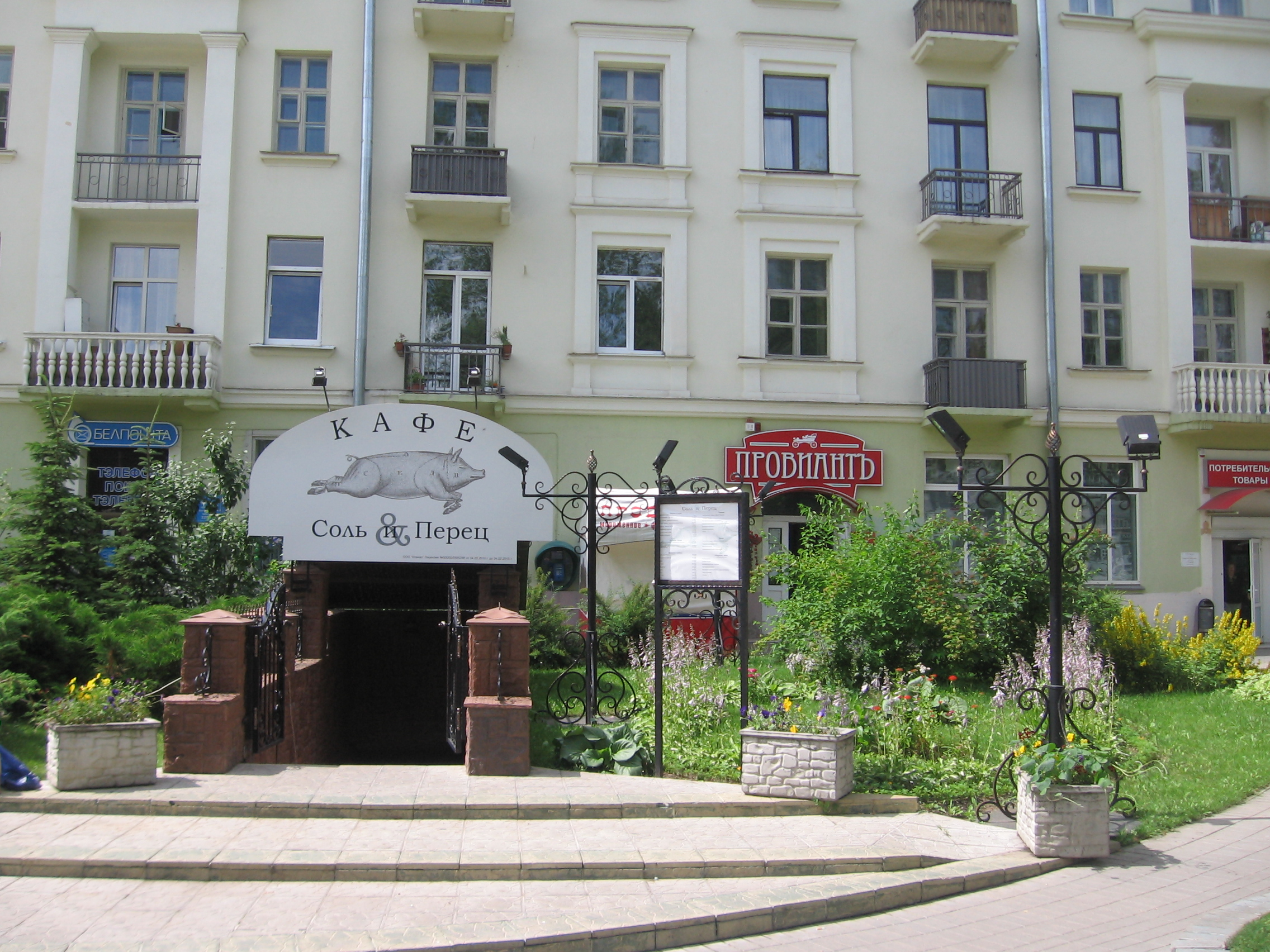
№31. Кафе «Соль и перец»
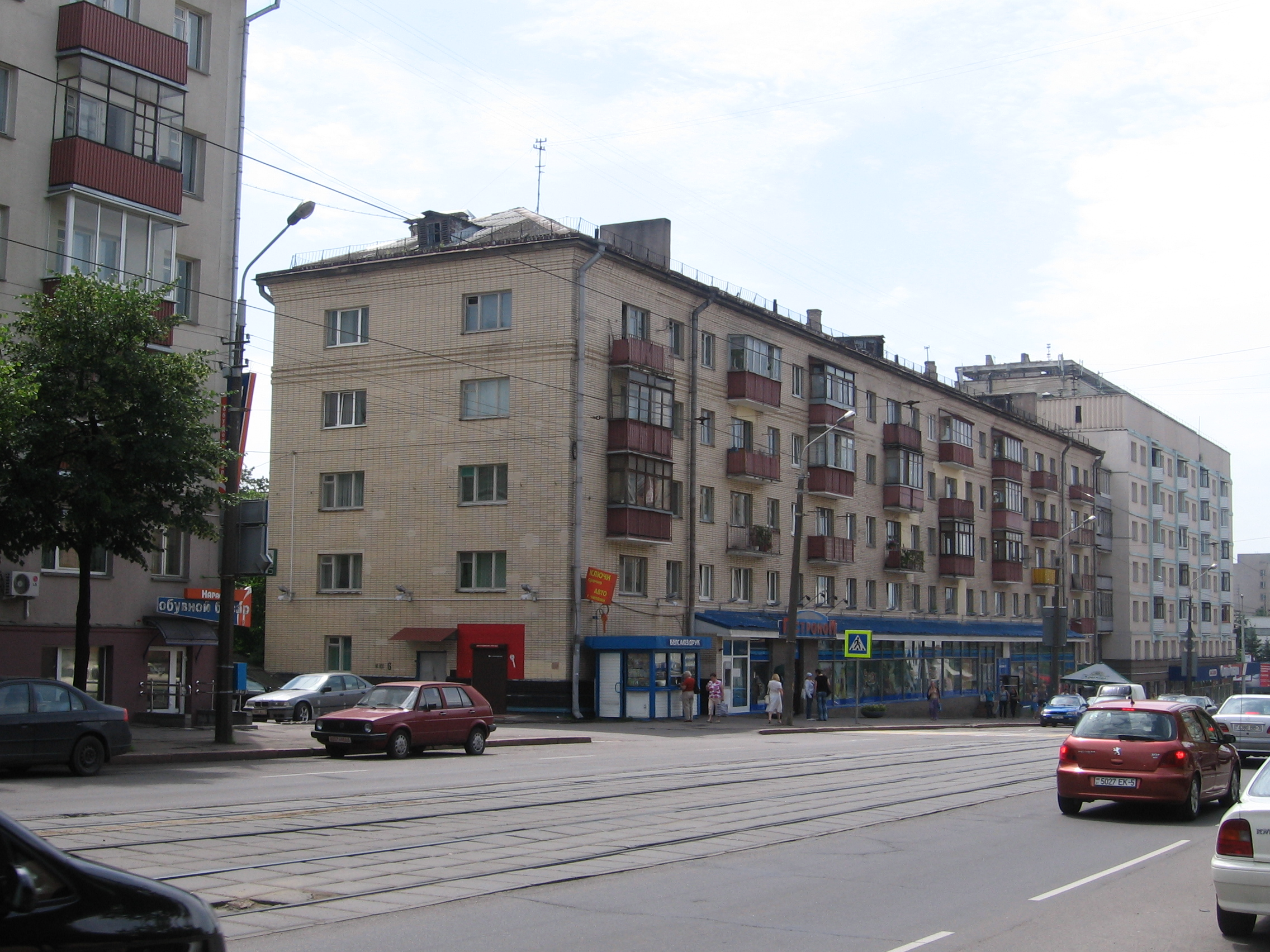
№32. Гастроном №5 ОАО «Зарина», а также № 34 - обувной  базар «Нарасхват»
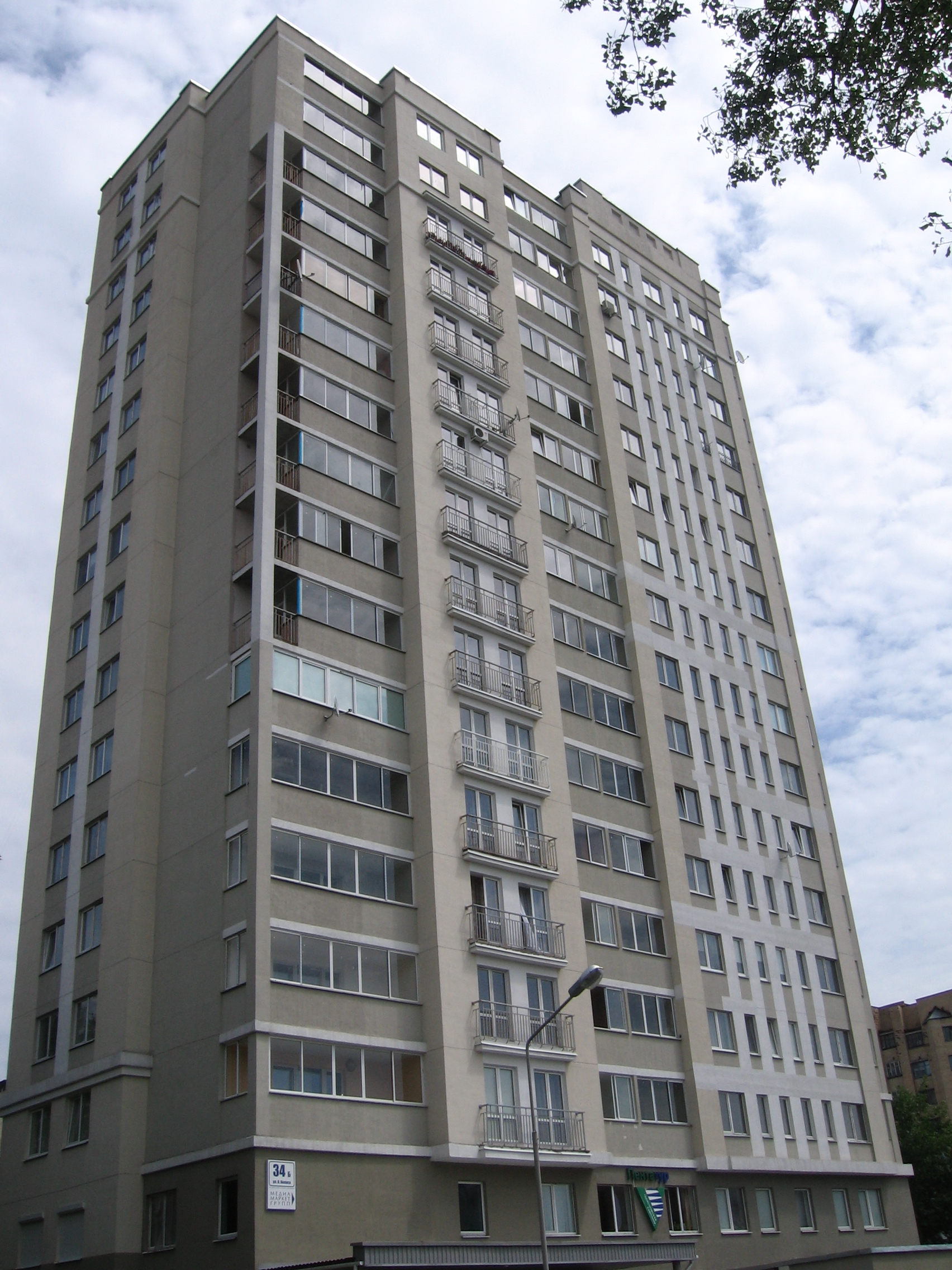
№34 Б. Самое новое жилое здание на улице
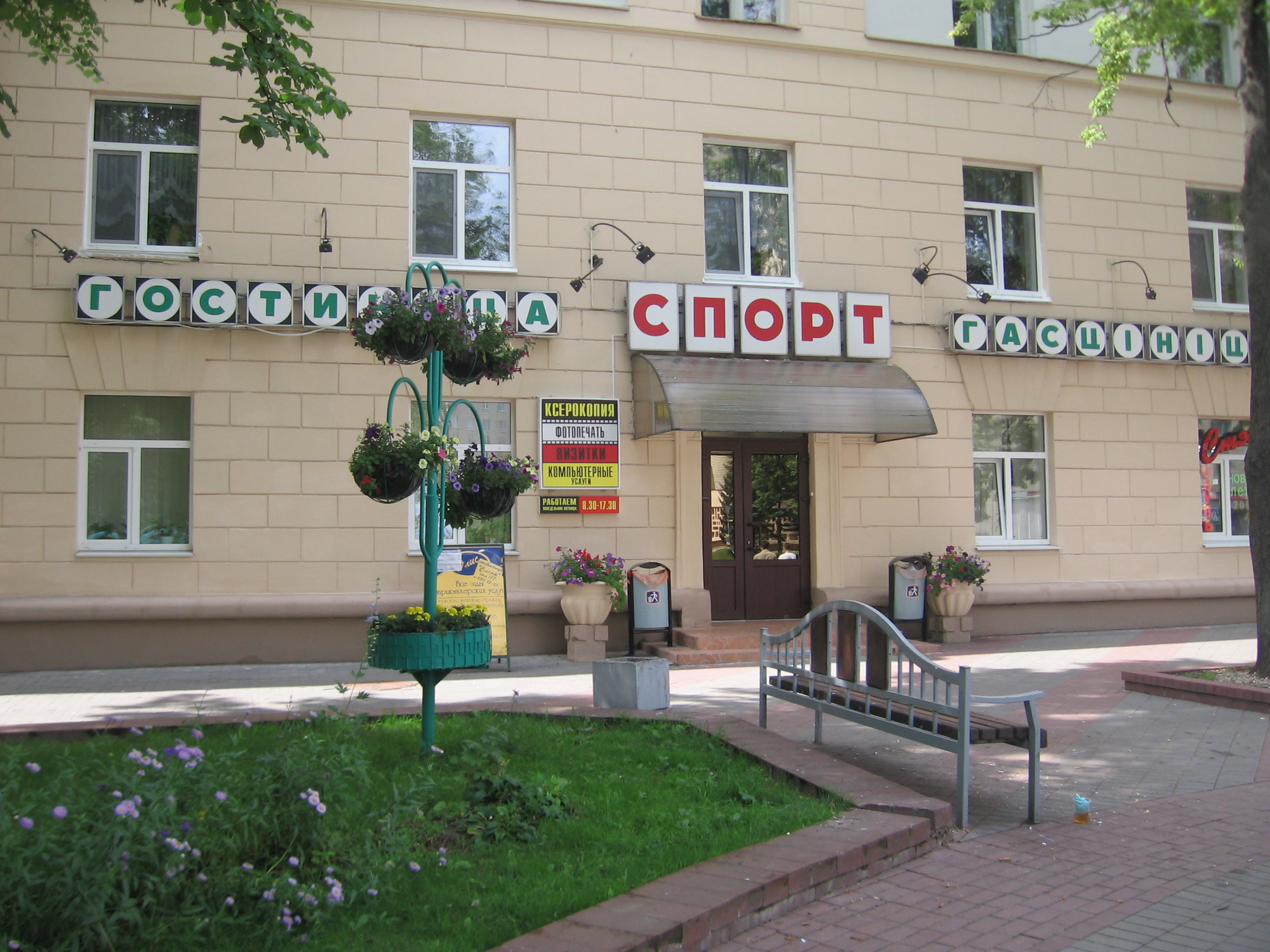
№35. Гостиница «Спорт»
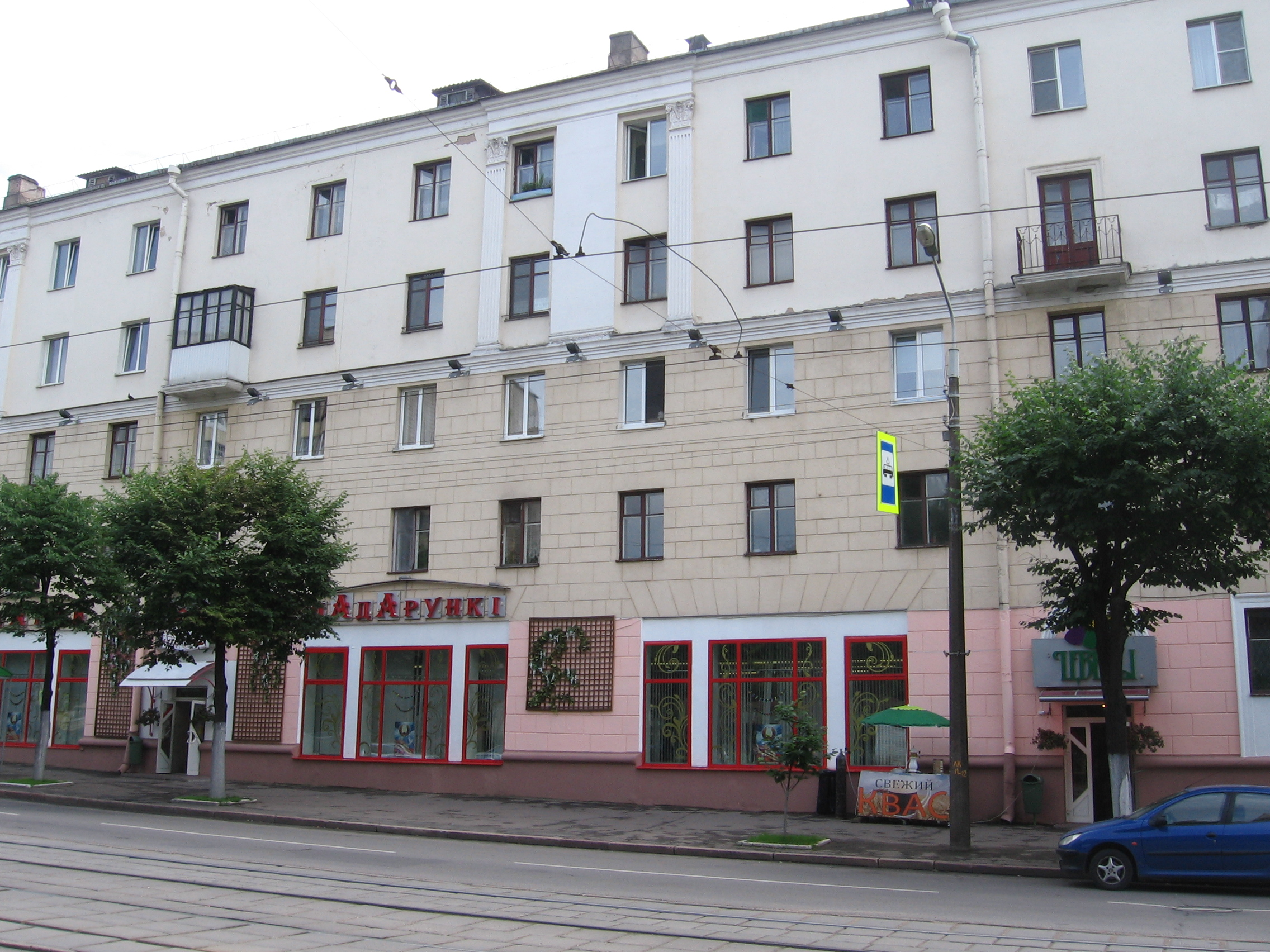
№36. Магазин «Подарки»
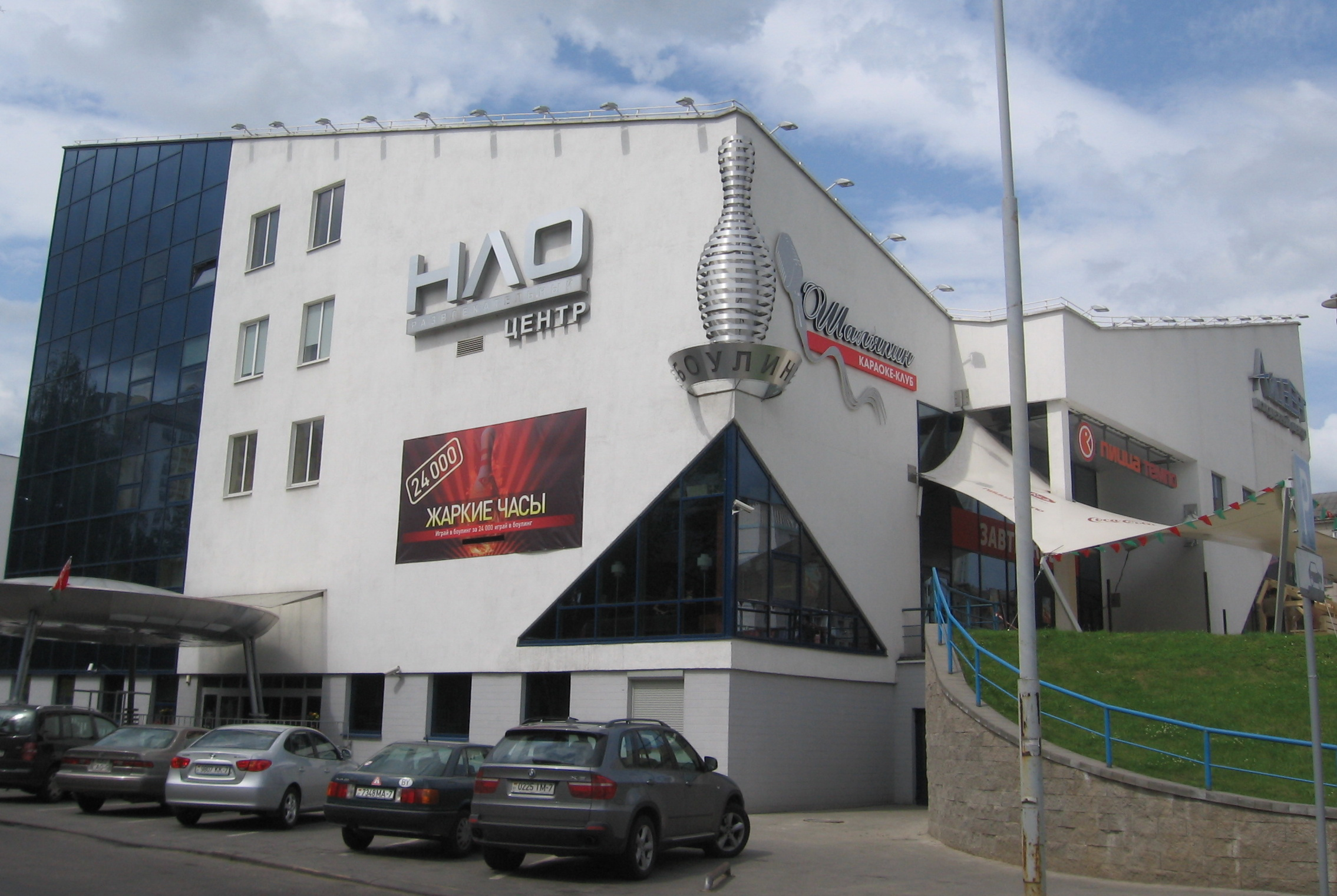
№37. Молодёжно-развлекательный центр «Айсберг»
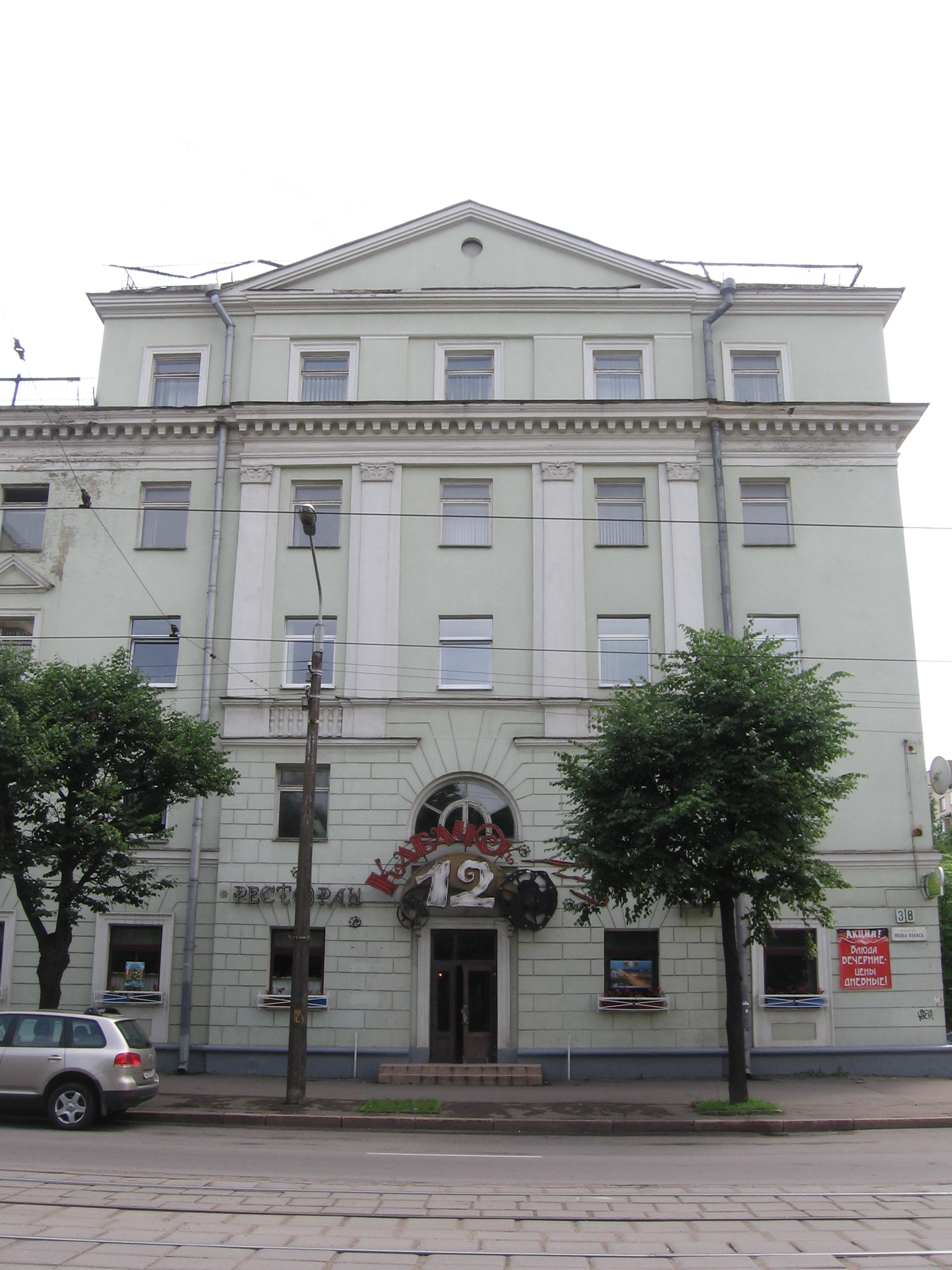
№38. Ресторан «Кабачок 12»
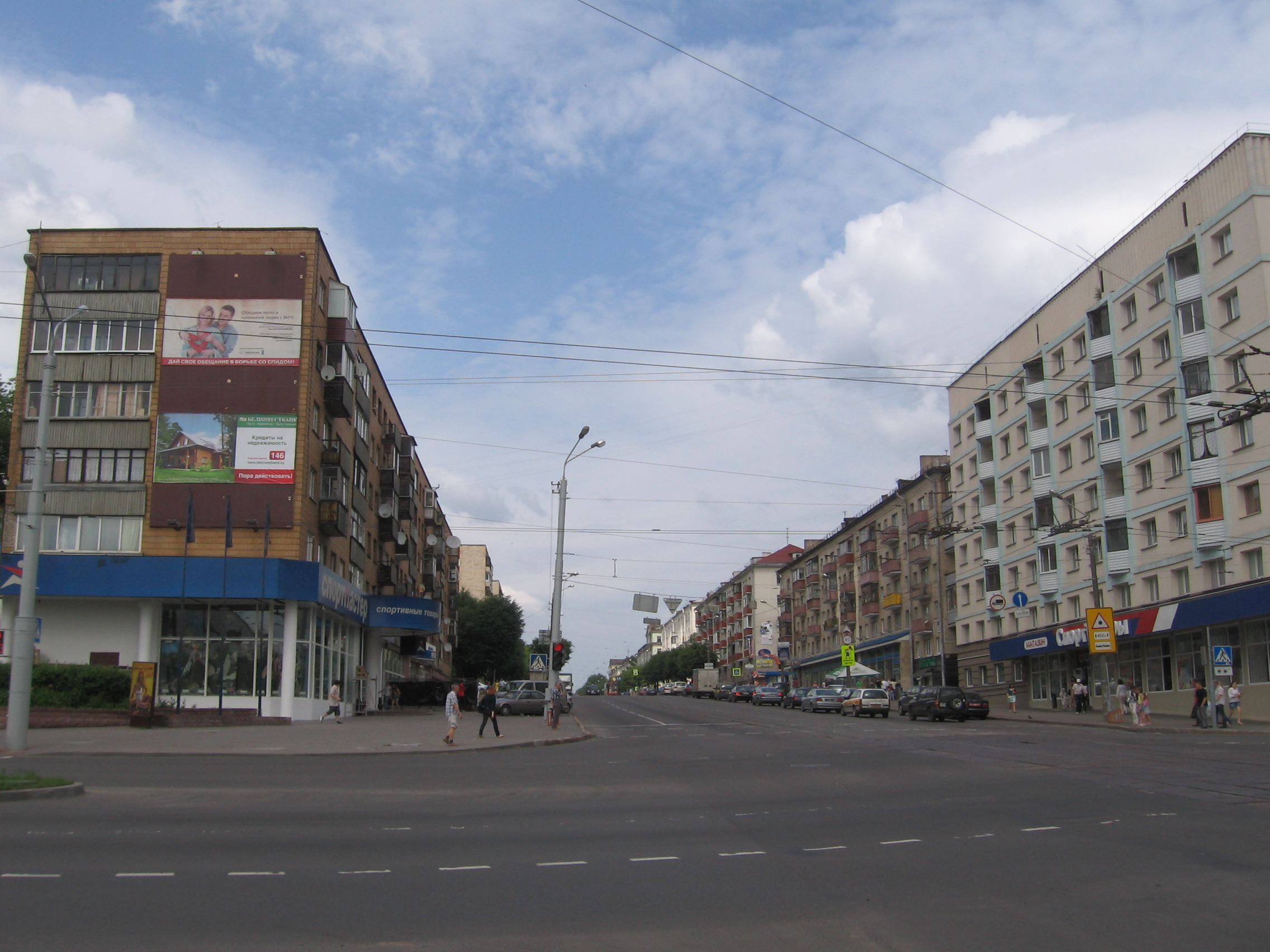
Пересечение улиц Я.Коласа и Сурганова
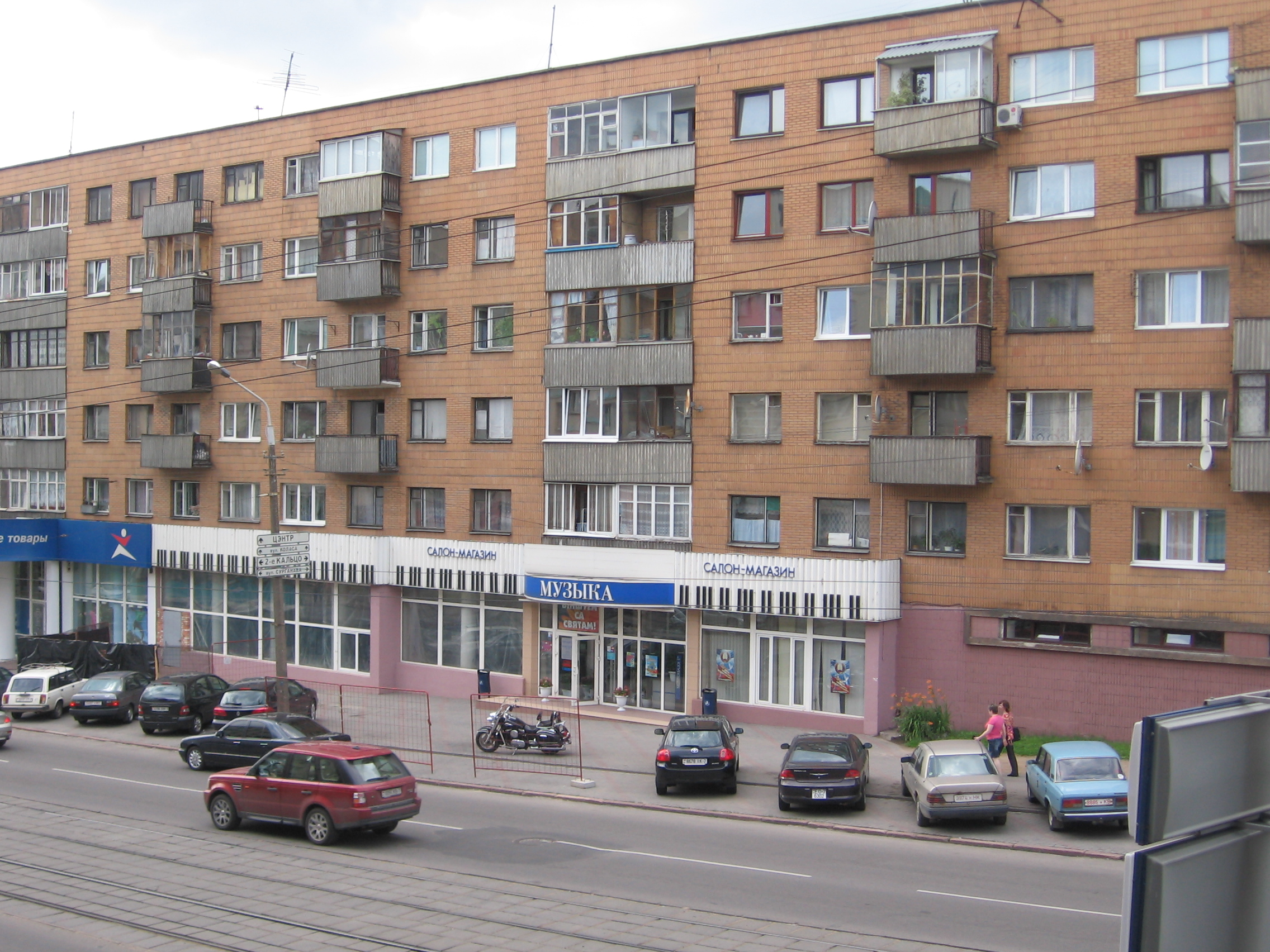
№39. Салон-магазин «Музыка»
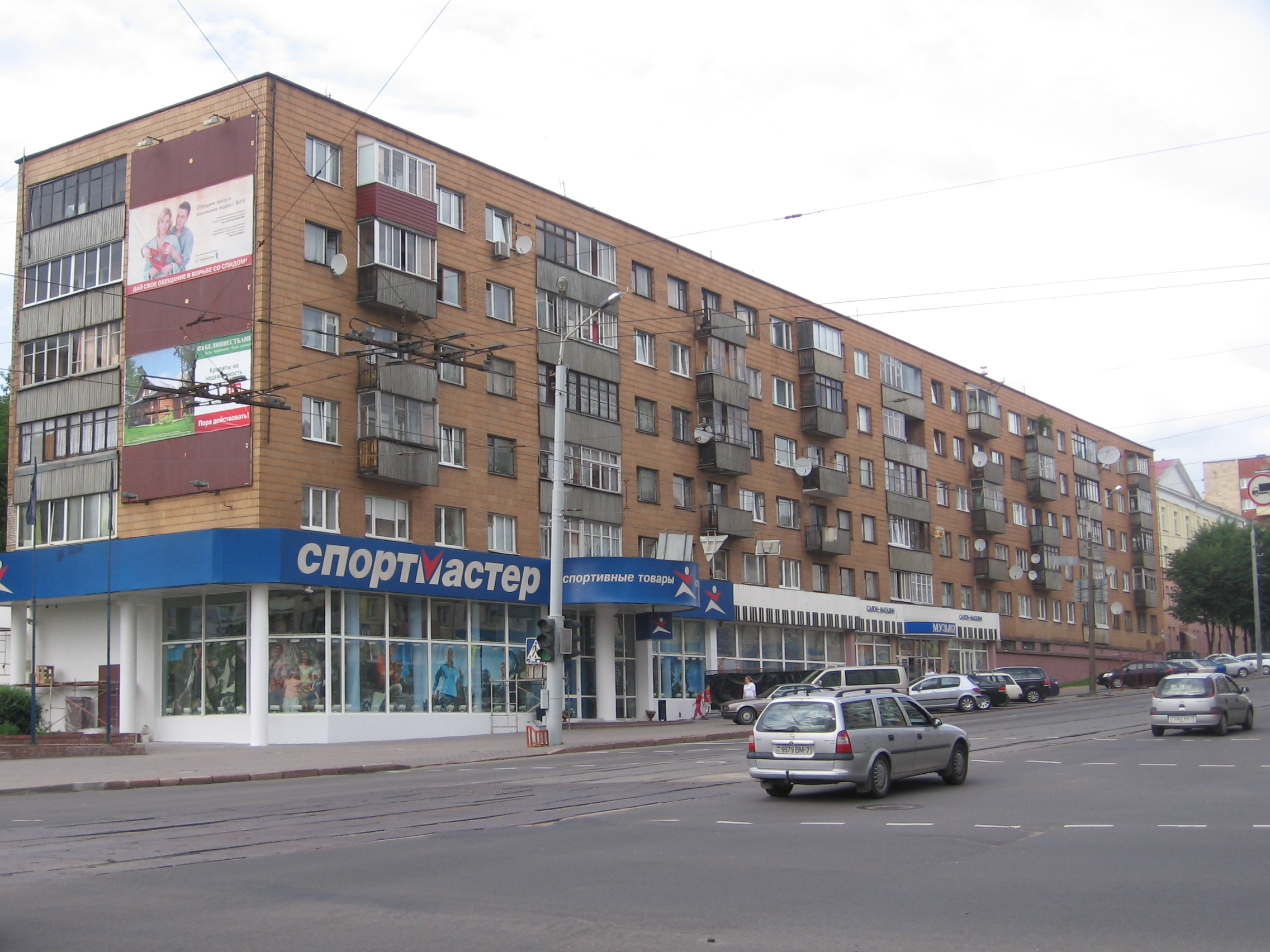
№39. магазин спортивных товаров «Спортмастер»
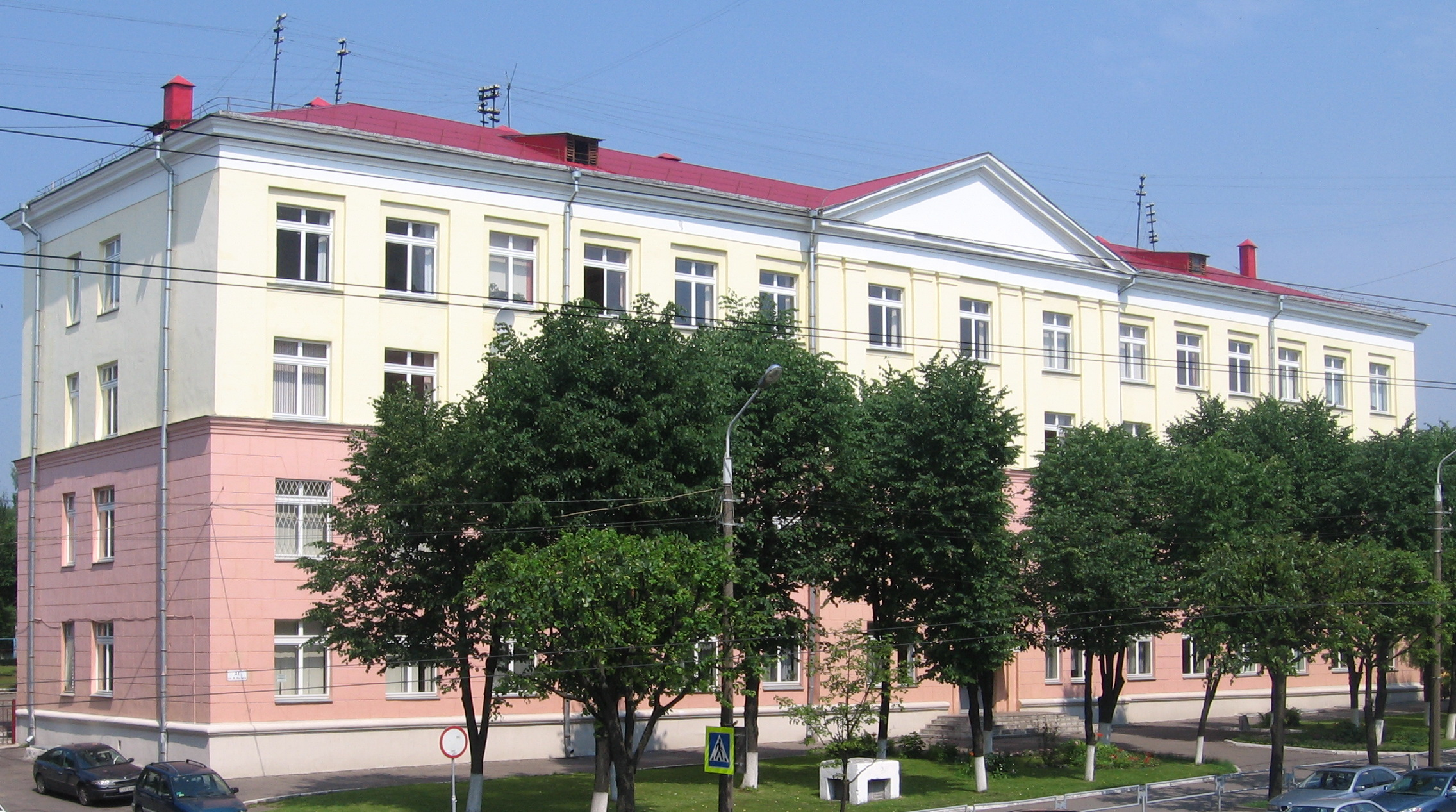
№41. Гимназия № 8
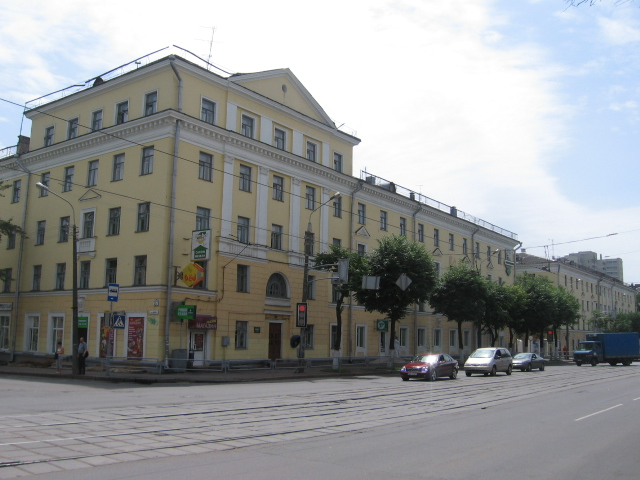
№42. Интернат №1 Стройтреста №4
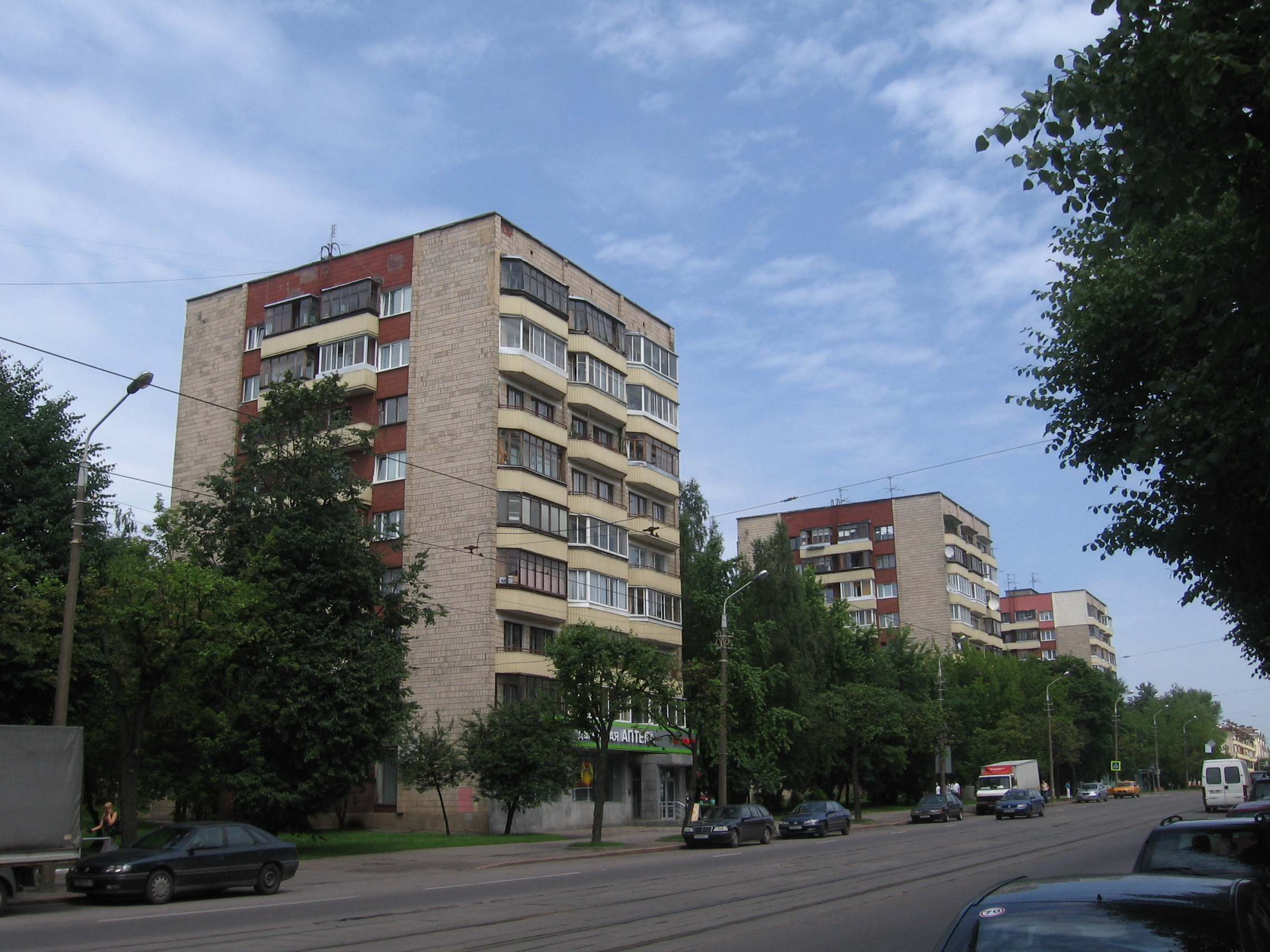
№43, корп.1. Первые советские высотки на улице
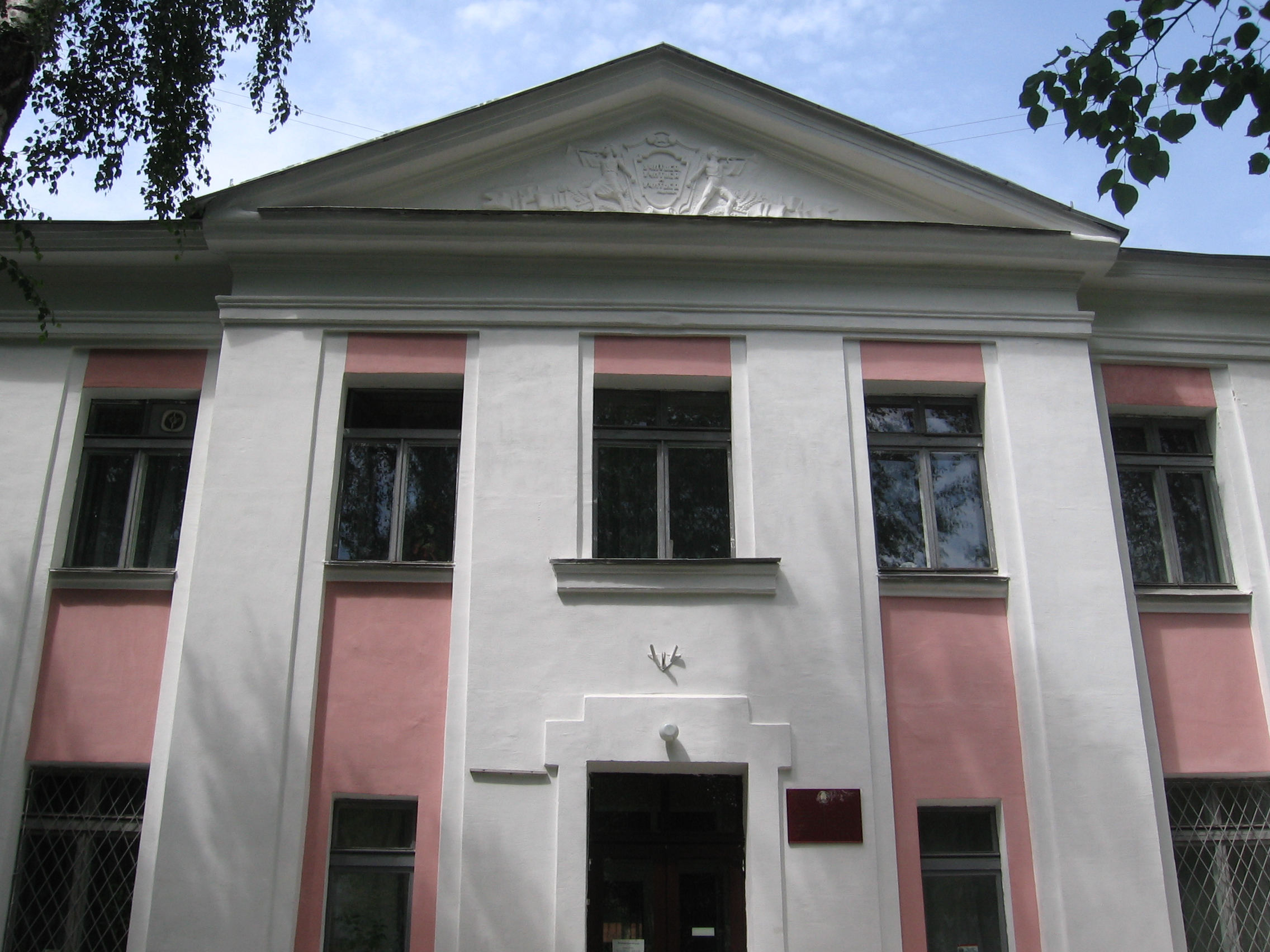
№ 47 А. Центр внешкольной работы «Светоч»
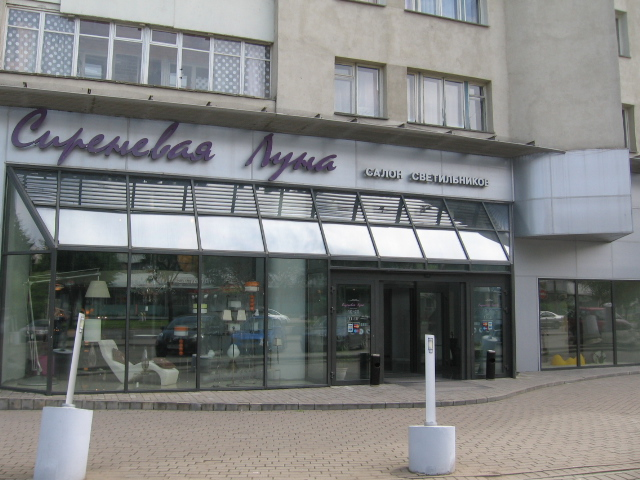
№ 50. Магазин светильников «Сиреневая луна»
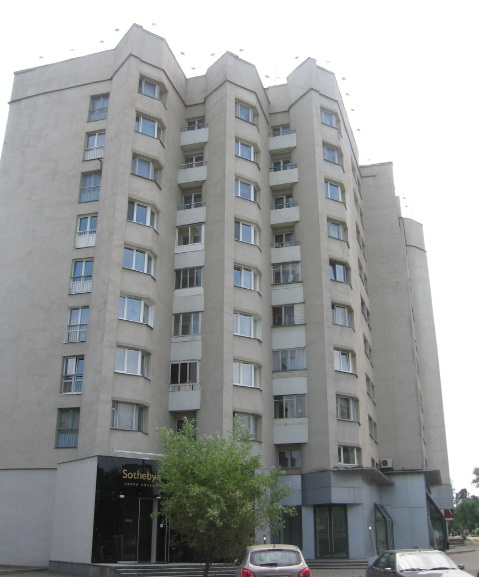
№ 50. Салон посуды «Sotheby’s»
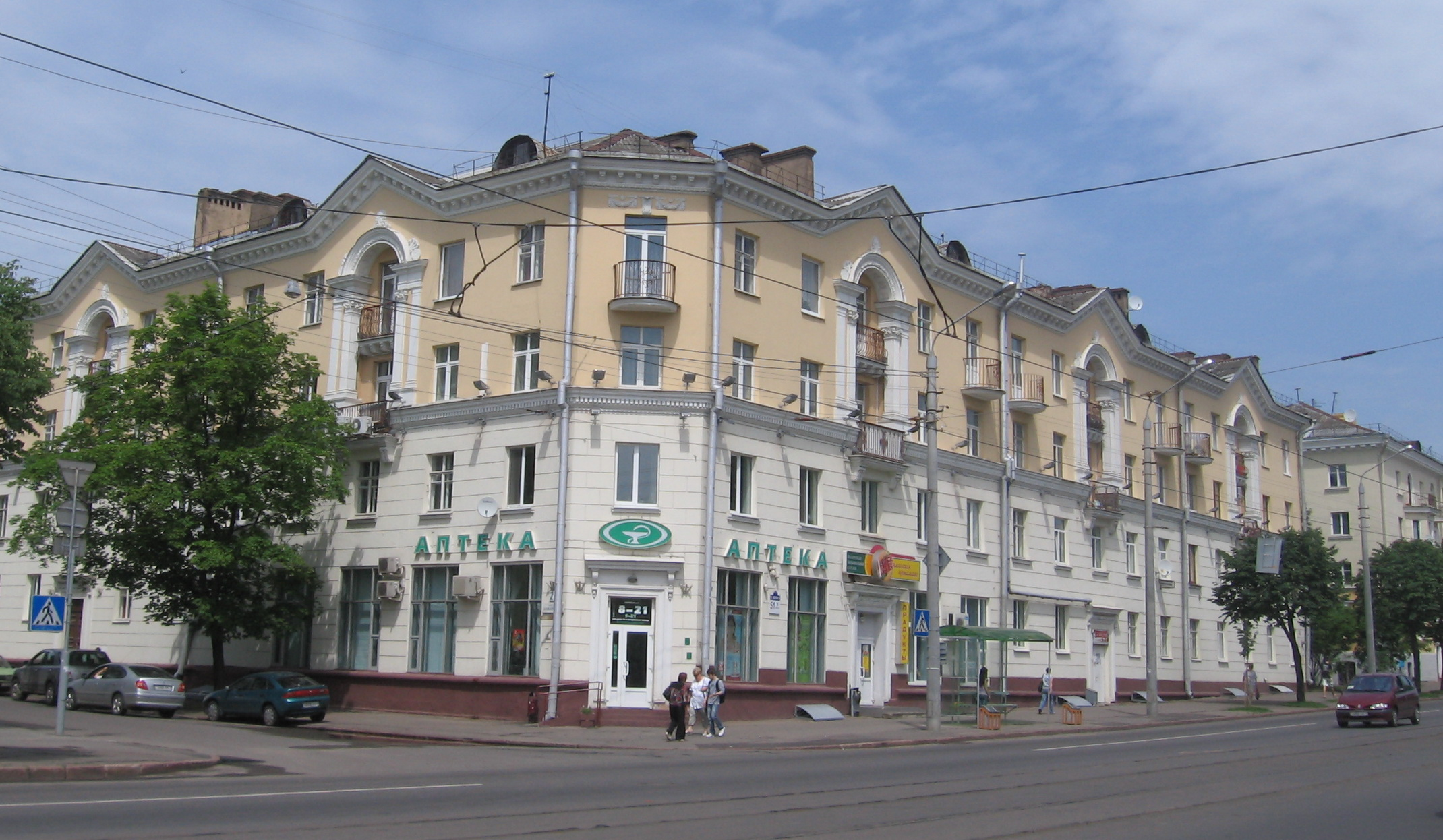
№51, корп.1. Аптека №1 СП ООО «Самбест»
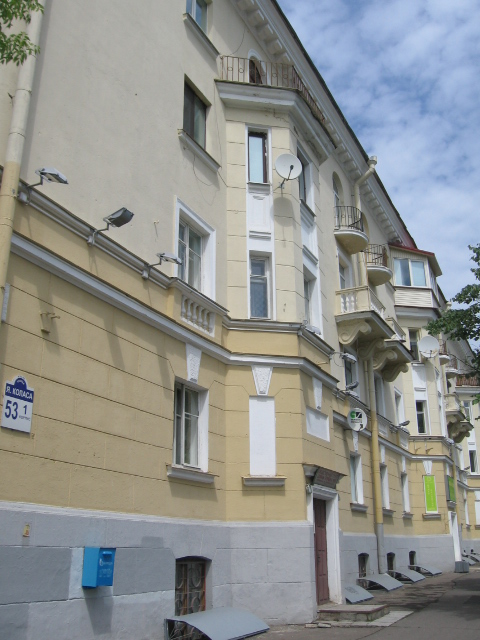
№53, корп.1.
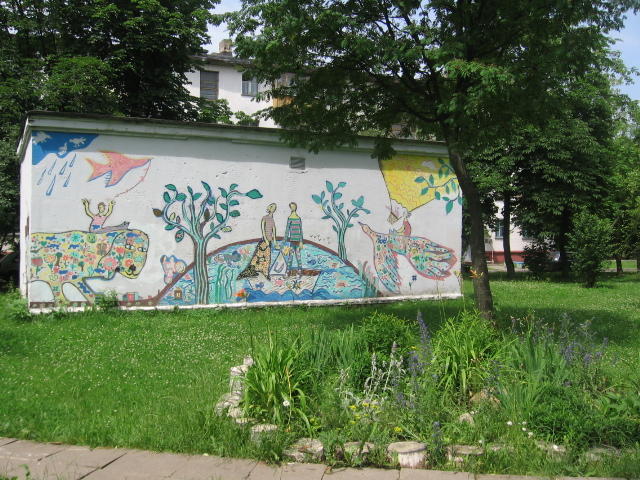
Трансформаторная будка во дворе дома №55, корп.1
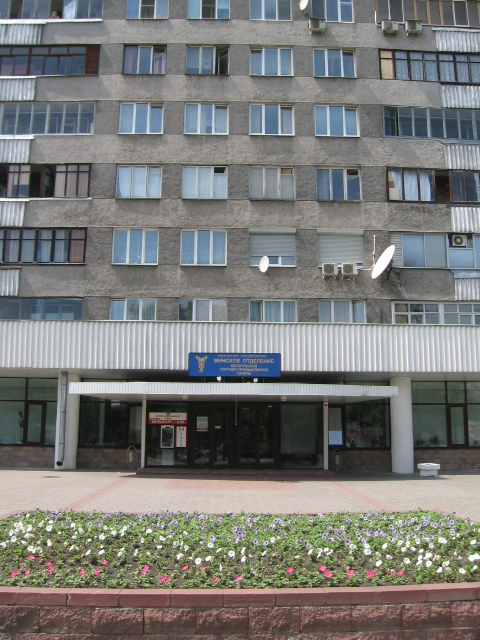
№65. Минское отделение белорусской торгово-промышленной палаты
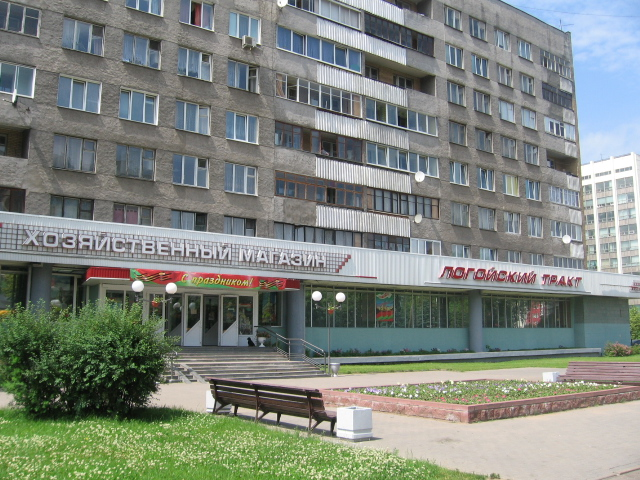
№67. Хозяйственный магазин «Логойский тракт»
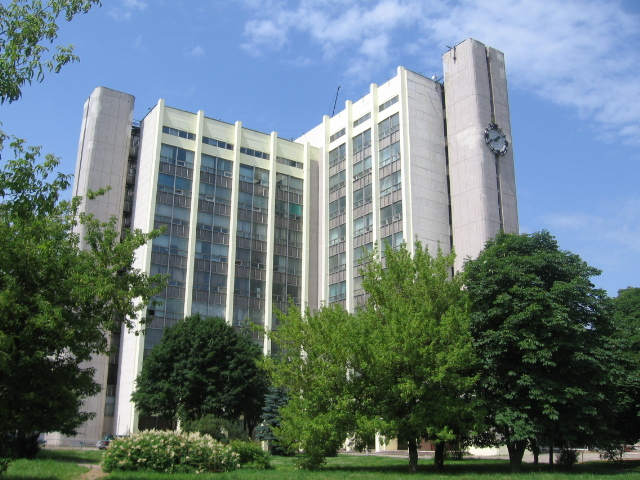
№73. Минский научно-исследовательский приборостроительный институт
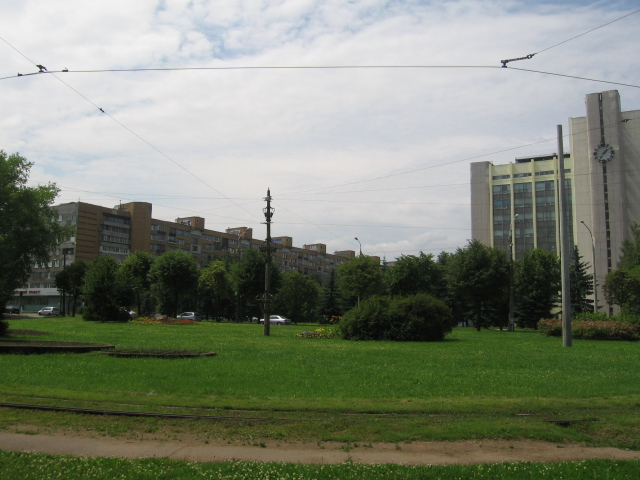
Конец ул. Я.Коласа. Пересечение улиц Я.Коласа и Волгоградской. Разворотное кольца трамвая №8